# Цахані
Цахані (груз. წახანი) — село в Грузії.
За даними перепису населення 2014 року в селі проживає 228 осіб.